# Максвелл Грант
Максвелл Грант (англ. Maxwell Grant) — переходящий псевдоним нескольких американских писателей, под которым публиковались приключенческие рассказы в pulp-журнале «The Shadow» об одноимённом персонаже.
Цикл рассказов был начат в 1931 году как «журнал одного героя» The Shadow (с англ. — «Тень») коммерческим издательством Street and Smith, которому принадлежали авторские права на персонажа; поэтому публикация под псевдонимом, контролируемым издателем, была одним из принципиальных условий.
Поначалу все произведения о Тени писал Уолтер Б. Гибсон, который и придумал псевдоним «Максвелл Грант», соединив имена известных фокусников Максвелла Холдена и У. Ф. Гранта (U. F. Grant). Из 325 романов о Тени, опубликованных в журнале, Гибсон написал 283. Под этим же псевдонимом в журнале были также опубликованы произведения, написанные Теодором Тинсли (1936—1943; 27 романов) и Брюсом Эллиоттом (1946—1948; 15 романов).
Когда в 1960-х годах сериал был частично переиздан книжными изданиями, под псевдонимом «Максвелл Грант» в 1964—1967 годах были также опубликованы 9 новых романов, которые написал Деннис Линдс.
Всего под этим псевдонимом было издано около 350 произведений о Тени. Имя «Максвелл Грант» значилось также в титрах нескольких экранизаций, снятых по мотивам цикла.